# Aurantynidyna
Aurantynidyna – organiczny związek chemiczny z antocyjanidynów, będącymi barwnikami roślinnymi. Jest hydroksylową pochodną pelargonidyny. Jest barwnikiem pomarańczowym lub pomarańczowo-brązowym.

## Występowanie
Aurantynidyna występuje w płatkach rośliny Impatients aurantiaca (niecierpkowate) oraz w odmianach roślin z rodzaju alstremeria.